# محمدشاه گورکانی
ناصرالدین روشن اختر معروف به محمدشاه گورکانی (۱۷۰۲–۱۷۴۸ میلادی) از پادشاهان دوره مغول صغیر در امپراتوری گورکانیان هند بود. او در هفده سالگی بر تخت نشست و بین ۱۷۱۹ تا ۱۷۴۸ میلادی فرمانروایی کرد.
روشن‌اختر که بعدها با نام محمدشاه بر تخت نشست، پسر خجسته‌اختر جهان‌شاه چهارمین و کوچک‌ترین پسر بهادرشاه اول (نوه اورنگ‌زیب عالمگیر آخرین امپراتور گورکانی یا مغول کبیر) بود.
محمدشاه حامی بزرگ هنرها از جمله موسیقی، فرهنگ و تحولات اداری بود. او مردی خوشگذران بود و نام قلم او «سدا رنگیلا» (Sadā Rangīla) به معنی «همیشه شاد» بود. از این رو اغلب او را «محمدشاه رنگیلا» می‌نامند، همچنین گاهی به‌نام پدر بزرگش بهادرشاه اول، «بهادرشاه رنگیلا» نامیده شده‌است.

## حکومت

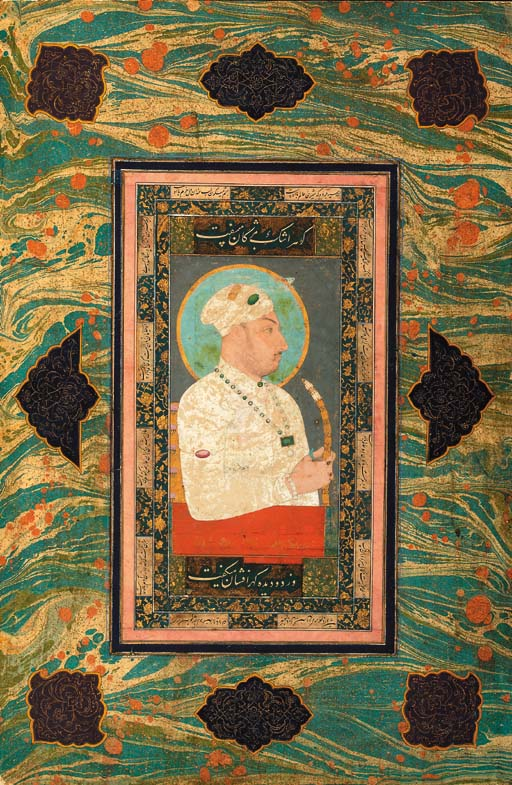
محمدشاه گورکانی

پدر روشن اختر، جهان شاه در سال ۱۷۱۲ کشته شد؛ و با مرگ پدربزرگش بهادرشاه مبارزات پیاپی برای جانشینی در میان بازماندگان درگرفت که در نهایت فرخ‌سیر (ح ۱۷۱۳–۱۹)، پسر عموی روشن اختر پیروز شد. در اوایل سال ۱۷۱۹ فرخ‌سیر توسط برادران قدرتمند سید - سید عبدالله و سید حسین علی - به زندان افتاد و سپس کشته شد. در ماه سپتامبر، پس از مرگ سریع (بر اثر بیماری) دو نفر دیگر که این برادران بر تخت سلطنت نشانده بودند، ایشان پادشاهی روشن اختر را با عنوان «محمدشاه» اعلام کردند.
در سال ۱۷۲۰، با ترور حسین علی و شکست عبدالله در نبرد حسن پور (جنوب غربی دهلی) محمدشاه از سیطرهٔ مؤثر برادران سید رهایی یافت. در سال ۱۷۲۱ او با دختر فرخ‌سیر ازدواج کرد.
در سال ۱۷۲۴ پس از اینکه نظام‌الملک آصف جاه، که وزیر منصوب دربار بود، با انزجار دربار را ترک کرد، ولایات یکی پس از دیگری از کنترل پادشاهی خارج شدند و عملاً سعادت‌علی‌خان، نواب اَوَدْهْ (اکنون ایودیا)، جایش را گرفت. قبایل افغان روهیلا، خود را مالک روهیلکند (جنوب شرقی دهلی) خواندند؛ تنها بنگال خراج سالانه به دهلی می‌پرداخت؛ سران مراتا، تحت فرمان پیشوا باجی رائو، خود را صاحب مناطق گجرات، مالوا و بوندلکند می‌دانستند و در سال ۱۷۳۷ به دهلی حمله کردند.

## تحولات فرهنگی
در حالی که زبان اردو پیش از سلطنت محمدشاه استفاده می‌شد اما در زمان سلطنت وی بود که این زبان در بین مردم محبوبیت بیشتری پیدا کرد و او آن را زبان دربار و جایگزین زبان فارسی اعلام کرد. در زمان سلطنت محمدشاه، قوالی دوباره به دربار شاهنشاهی گورکانیان بازگشت و به سرعت در سراسر جنوب آسیا گسترش یافت. محمدشاه همچنین برای گسترش مؤسسات مذهبی به جهت آموزش و پرورش مانند مکتب‌ها شناخته شده‌است. در زمان سلطنت وی، قرآن برای اولین بار به فارسی ساده و اردو ترجمه شد. همچنین، در زمان سلطنت وی، لباس رسمی ترکی، که معمولاً توسط اشراف عالی گورکانی پوشیده می‌شد و از سمرقند ریشه می‌گرفت، جایگزین شروانی شد.
محمدشاه حامی هنرهای نمایشی بود، تقریباً به سبب اولویت‌های اجرایی او در هزینه‌های فرهنگی، زمینه را برای از هم پاشیدگی دولت فراهم کرد. در حالی که قدرت سیاسی گورکانیان در زمان سلطنت او فروپاشی کرد، او به پشتیبانی از هنرها ادامه می‌داد و هنرمندان و استادانی همچون نییدا مال (Nidha Mal؛ فعال ۱۷۳۵–۷۵) و چیتارمن (Chitarman) را تشویق می‌کرد که نقاشی‌های پرشور از صحنه‌های زندگی دربار را نقش کنند، مانند جشن هولی، شکار با شاهین. دربار گورکانی در آن زمان نوازندگانی چون نعمت خان، معروف به صدارنگ، و برادرزاده‌اش فیروز خان (آدارنگ) نیز داشت که آهنگ‌های ایشان شکل موسیقایی خیال را محبوبیت بخشید. نعمت خان خیال را برای شاگردانش آهنگسازی کرد ولی هرگز او خیال را اجرا نکرد. این مؤلفه اصلی موسیقی سنتی هند در دربار محمدشاه رشد کرد، تحول یافت و تحت حمایت قرار گرفت.
محمدشاه خود از زمره خوشنویسان و نستعلیق‌نویسان هند بود و دو قطعه از آثارش در موزه باستانشناسی دهلی موجود است.

## تحولات علمی
در زمان سلطنت محمدشاه، یک اثر علمی مهم با نام زیج محمدشاهی توسط جای سینگ دوم از سلطنت آمبر بین سال‌های ۱۷۲۷ و ۱۷۳۵ به پایان رسید که از ۴۰۰ صفحه تشکیل شده‌است.

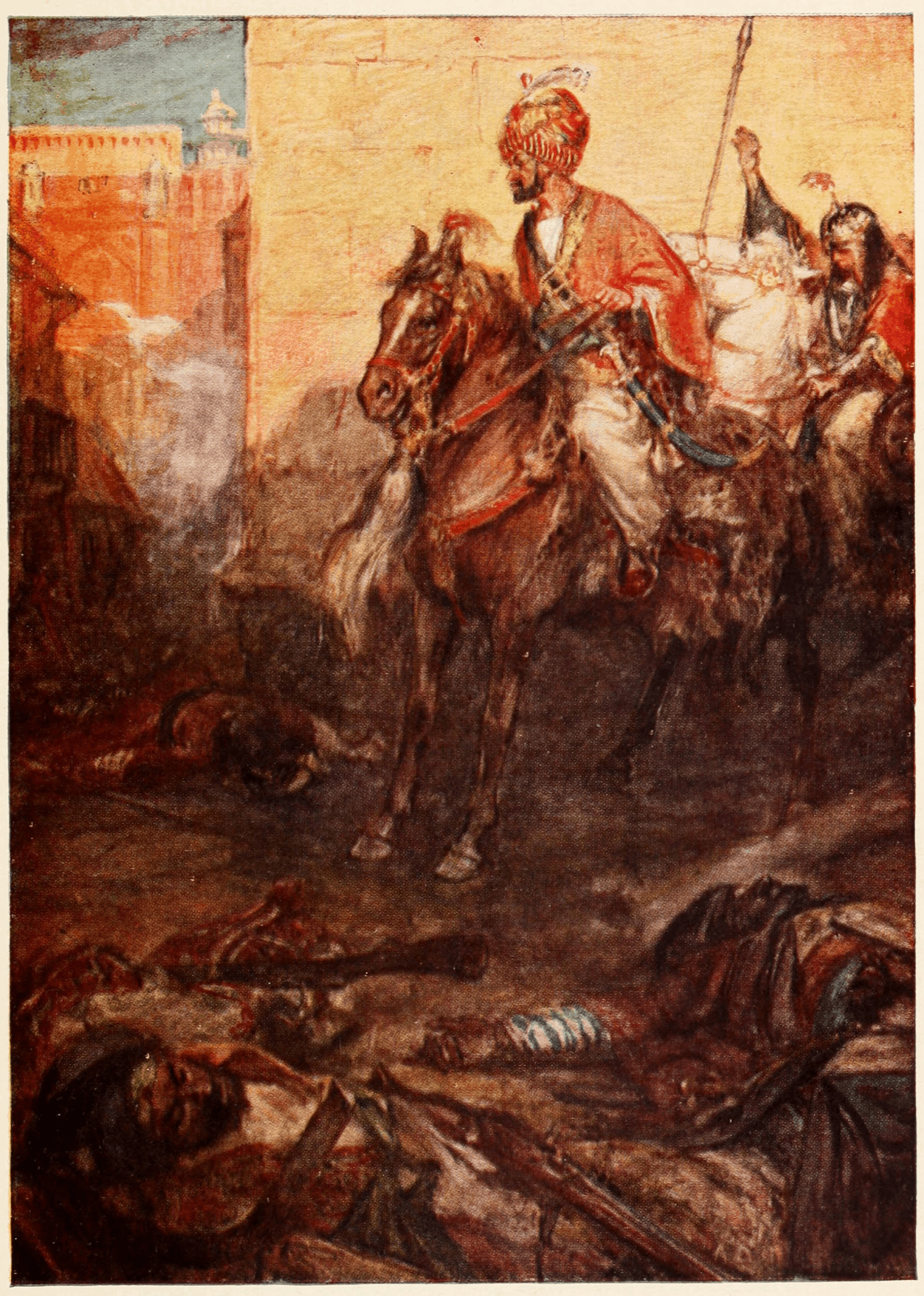
نادر شاه کشته شدن نیروهایش را می‌بیند از کتاب «امپراتوری عاشقانه: هند» (۱۹۰۹) اثر ویکتور ساریج

## حمله نادر شاه و سقوط دهلی
در سال ۱۷۳۹ میلادی نادرشاه افشار پادشاه ایران به هند حمله کرد. نادر شاه از غفلت دهلی از مناطق مرزی شمال غربی (که اکنون در پاکستان است) استفاده کرد تا ایشان را در کرنال در شمال کشور هندوستان تار و مار کند و دهلی را تحت اشغال خود درآورد. به دلیل ضعف تاکتیک، محمدشاه به سادگی شکست خورد و نادر فاتحانه وارد دهلی شد و درست پس از یک ماه به نام خود در آنجا خطبه خواند. بیشتر از ۳۰٬۰۰۰ هندی کشته شدند؛ به‌ناچار محمدشاه امان خواست؛ در پاسخ نادرشاه درقبال آنکه کلید خزانه سلطنتی را بگیرد عقب‌نشینی را پذیرفت. او سریر پادشاهی هند که برای شاه‌جهان ساخته بودند و معروف به تخت طاووس بود را به همراه جواهرات کوه نور، دریای نور و سنگ‌های پیاده‌ای که برای ساخت کره جواهرنشان استفاده شده‌اند را به ایران آورد، و در عوض تاج شاهی امپراتوری گورکانی را برسر محمدشاه باقی گذاشت. تخت طاووسی که نادرشاه افشار از نبرد هندوستان با خود به ایران آورد پس از مرگ وی توسط غارتگران تخریب و به یغما برده شد.
در مارس ۱۷۴۸ محمدشاه، احمدشاه درانی، حاکم افغانستان را در سیرهند شکست داد و بدین ترتیب در سال‌های پایانی فرمانروایی خود به موفقیتی دست یافت.